# Divizia Națională (2001/2002)
Sezon 2001/2002 był 11. edycją rozgrywek o mistrzostwo Mołdawii. Tytuł mistrza kraju obronił zespół Sheriff Tyraspol. Tytuł króla strzelców przypadł Rusłanowi Barburosowi, który w barwach Sheriffa Tyraspol strzelił 17 goli.

## Zespoły
| Uczestnicy poprzedniej edycji                                                                                 | Uczestnicy poprzedniej edycji | Uczestnicy poprzedniej edycji | Uczestnicy poprzedniej edycji |
| --- | ----------------------------- | ----------------------------- | ----------------------------- |
| SHE | Sheriff Tyraspol              | 1                             |                               |
| ZKI | Zimbru Kiszyniów              | 2                             |                               |
| TIL | Tiligul Tyraspol              | 3                             |                               |
| CCI | Constructorul Cioburciu       | 4                             |                               |
| NOT | Nistru Otaci                  | 5                             |                               |
| AGR | Agro Kiszyniów                | 6                             |                               |
| Spadek z Divizia Națională                                                                                    |                               |                               |                               |
| HAI | Haiducul Sporting Hîncești    | 7                             |                               |
| OLB | Olimpia Bielce                | 8                             |                               |
| Awans z Divizia A                                                                                             |                               |                               |                               |
| HEC | Happy End Camenca             |                               |                               |
| HIN | FC Hîncești                   |                               |                               |
| Oznaczenia: - kolumna pierwsza – skróty nazw drużyn, - kolumna trzecia – miejsce zajęte w poprzednim sezonie. |                               |                               |                               |

## Tabela końcowa
|   | Klub                    | M  | Z  | R  | P  | Br+ | Br- | Pkt |
| 1 | Sheriff Tyraspol        | 28 | 20 | 7  | 1  | 62  | 18  | 67  |
| 2 | Nistru Otaci            | 28 | 14 | 10 | 4  | 40  | 19  | 52  |
| 3 | Zimbru Kiszyniów        | 28 | 13 | 9  | 6  | 52  | 20  | 46  |
| 4 | Constructorul Cioburciu | 28 | 10 | 7  | 11 | 36  | 42  | 39  |
| 5 | FC Hîncești             | 28 | 7  | 11 | 10 | 30  | 40  | 32  |
| 6 | Agro Kiszyniów          | 28 | 8  | 5  | 15 | 25  | 38  | 29  |
| 7 | Tiligul Tyraspol        | 28 | 6  | 7  | 15 | 24  | 46  | 25  |
| 8 | Happy End Camenca       | 28 | 3  | 6  | 19 | 23  | 69  | 15  |

|  | Mistrz             |
|  | Baraż o utrzymanie |
|  | Spadek             |

## Baraż o utrzymanie/awans
Tiligul Tyraspol 1-2 Politehnica Kiszyniów

## Najlepsi Strzelcy
|   | Piłkarz          | Klub                                       | Gole |
| - | ---------------- | ------------------------------------------ | ---- |
| 1 | Ruslan Barburos  | Sheriff Tyraspol                           | 17   |
| 2 | Andrei Nesteruc  | Constructorul Cioburciu / Sheriff Tyraspol | 14   |
| 3 | Viktor Berko     | Zimbru Kiszyniów                           | 12   |
| 4 | Aleksandr Blajko | Nistru Otaci                               | 9    |
| - | Eduard Blanuta   | FC Hîncești                                | 9    |
| - | Sergej Dadu      | Sheriff Tyraspol / Constructorul Cioburciu | 9    |